# Hemiboea strigosa
Hemiboea strigosa là một loài thực vật có hoa trong họ Tai voi. Loài này được Chun ex W.T. Wang mô tả khoa học đầu tiên năm 1982.